# Shunji Nakadome
Shunji Nakadome (jap. 中留俊司 Nakadome Shunji; ur. 17 sierpnia 1964 w prefekturze Kagoshima) – japoński zapaśnik w stylu klasycznym. Olimpijczyk z igrzysk w Seulu 1988, odpadł w eliminacjach w kategorii 57 kg.
Złoty medal na igrzyskach azjatyckich w 1986 roku. Piąty w Pucharze Świata w 1985 i 1986 roku.